# 1842 en France
Chronologie de la France
- 1838
- 1839
- 1840
- 1841
- 1842
- 1843
- 1844
- 1845
- 1846

Cette page concerne l’année 1842 du calendrier grégorien.

## Événements
- 6 janvier : l’ambassadeur en Espagne Salvandy, ne pouvant obtenir de présenter ses lettres de créance à la reine en personne et non à Espartero, régent du royaume, quitte Madrid[1].
- 7 février : le projet de la loi sur les chemins de fer est présenté à la Chambre. La discussion s’ouvre le 26 avril, sur le rapport de Dufaure et dure quinze jours[2]. L’amendement de Thiers, qui substitue une ligne unique (de la frontière belge à Marseille) au réseau de neuf lignes (six proposées par le projet, et trois ajoutées par la commission) est rejeté par 255 voix contre 152. L’ensemble est adopté par 255 voix contre 83[3].
- 15 février : lors d’un débat pour l’extension du droit de vote à tous les citoyens inscrits sur la liste départementale du jury, devant l’opposition de Guizot, Lamartine prononce un célèbre discours comparant la monarchie de Juillet à une borne : « On dirait, à les entendre, que le génie des hommes politiques ne consiste qu’en une seule chose, à se poser là sur une position que le hasard ou la révolution leur a faite, et à y rester immobiles, inertes, implacables […] si c’était là, en effet, tout le génie de l’homme d’État chargé de diriger un gouvernement, mais il n’y aurait pas besoin d’hommes d’État, une borne y suffirait. »[4]. La proposition est rejetée par 234 voix contre 193[5].
- Nuit du 9 au 10 mars : la flèche de l’église de Conches dans l’Eure s’écroule lors d’une tempête[6].
- 25 avril : mort de Georges Humann dans son bureau au ministère des finances ; Lacave-Laplagne le remplace jusqu’au 8 mai 1847[7].
- 26 avril : arrivée du contre-amiral Dupetit-Thouars à Fatu Hiva aux îles Marquises sur la frégate la Reine Blanche[8]. Du 1er mai au 12 juin, il annexe les différentes îles Marquises par une série de cérémonie de prise de possession, mettant fin aux luttes tribales[9].

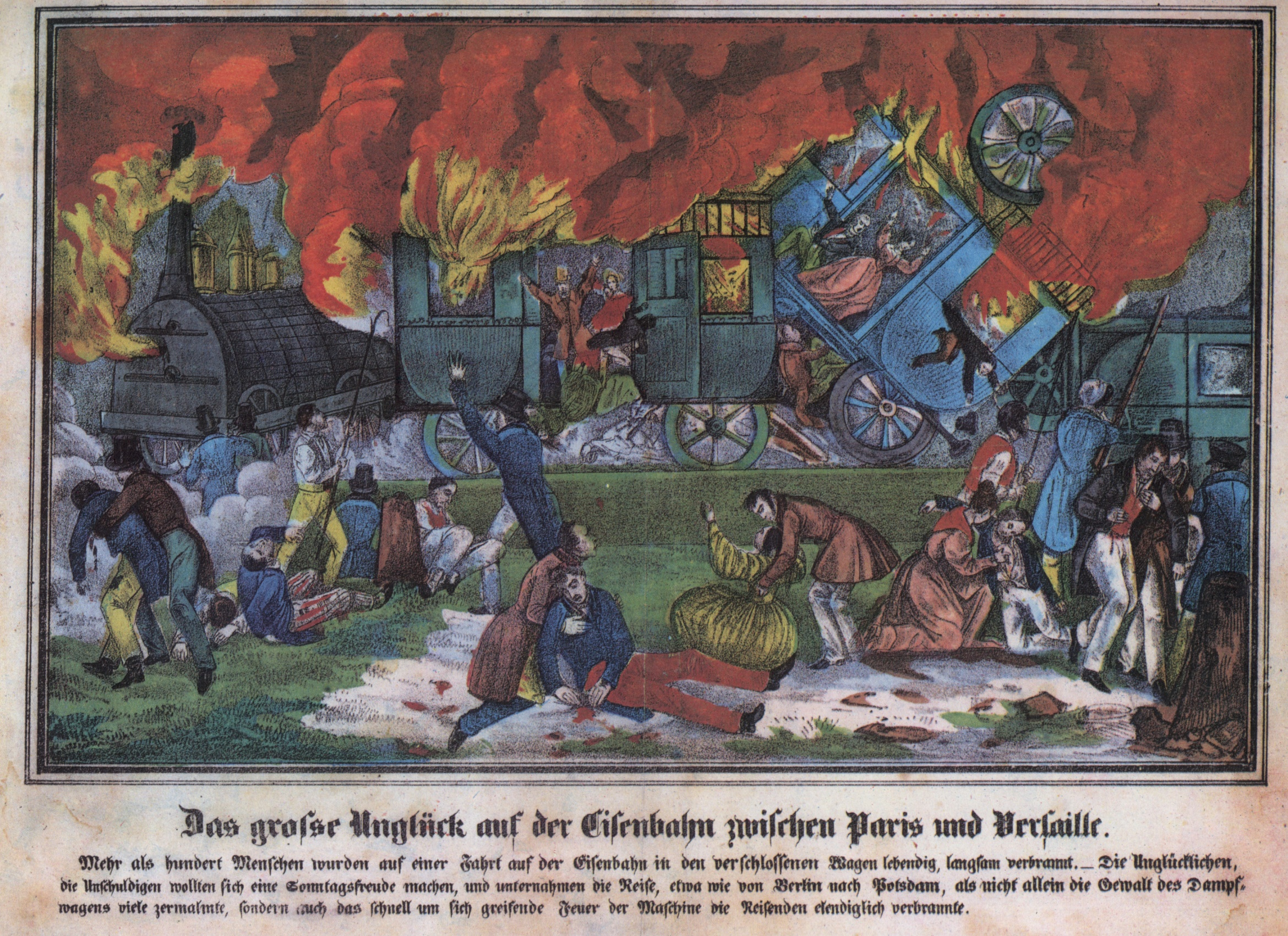
Catastrophe ferroviaire de Meudon. Illustration dans un journal allemand contemporain.

- 8 mai : première catastrophe ferroviaire en France, sur la ligne de Versailles - Rive gauche, à hauteur de Meudon : cinquante-cinq morts dont Dumont d’Urville, plus de trois cents blessés[10].
- 11 juin :
  - loi régissant le financement des chemins de fer[2]. Elle établit le réseau général de nos chemins de fer, ordonne que les dépenses des travaux qui devaient rester à la charge de l’État seraient provisoirement supportées par la dette flottante. Au 31 décembre 1847, les avances s’élevaient à 441 000 000 francs. La loi décide la construction d’un réseau rayonnant autour de Paris ; l’État réalise l’infrastructure et prend à sa charge 1/3 des frais, les deux autres tiers étant à la charge des départements et communes desservis ; l’exploitation des lignes est concédée à des entreprises privées qui apportent les rails et le matériel roulant[11].
  - loi sur le prolongement du chemin de fer de Paris à Rouen jusqu’au Havre[12].
  - clôture de la session parlementaire[13].
- 12 juin : dissolution de la Chambre des députés. Les élections sont fixées au 9 juillet[13].
- 19 juin : le Journal des débats commence la publication des Mystères de Paris d’Eugène Sue (jusqu’au 15 octobre 1843)[14].
- 9 juillet : les élections législatives sont un succès relatif pour Louis-Philippe et pour le gouvernement de Guizot. Le ministère obtient 266 sièges sur 459[15]. L’opposition est divisée en légitimistes (26 sièges), centre gauche (180) et radicaux républicains (18). À Paris, l’opposition gagne dix des douze sièges[16].

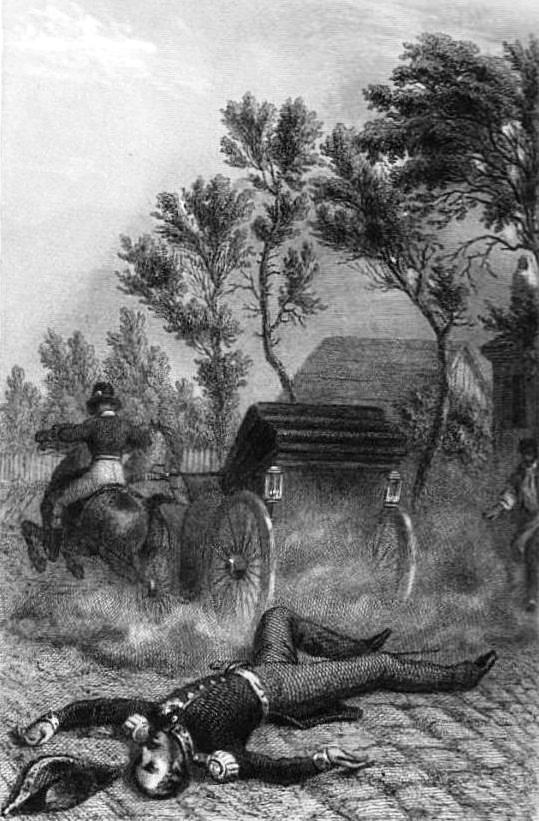
Mort du duc d’Orléans.

- 13 juillet : mort du duc d’Orléans, héritier de la couronne, dans un accident de voiture porte Maillot. Ses chevaux se sont emballés, il se brisé le crâne en sautant à bas de la voiture[17].
- 14 juillet : création par le préfet de la Seine Rambuteau d’une Commission des Halles pour « rechercher les moyens de mettre les halles d’approvisionnement en rapport avec les besoins de la population »[18].
- 16 juillet : convention de commerce entre la France et la Belgique[13] ; elle est élargie le 13 décembre 1845.
- 21 juillet : Victor Hugo rédige et lit une Adresse au roi, étant directeur de l’Académie, à l’occasion de la mort du duc d’Orléans[19].
- 26 juillet : réunion des Chambres en session extraordinaire après les élections[13].

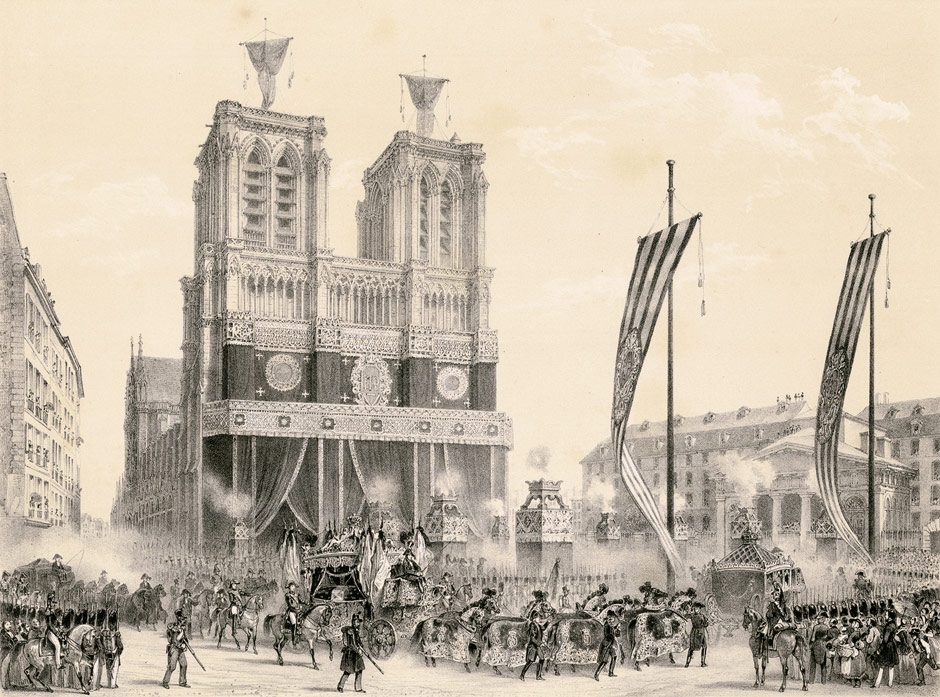
Funerailles du duc d’Orléans.

- 30 juillet : transfert de la dépouille du duc d’Orléans de la chapelle de Neuilly à Notre-Dame. Après deux jours d’exposition, les obsèques on lieu le 3 août et le corps est inhumé à Dreux le 4 août. Les cérémonies se font dans une certaine simplicité ; le Requiem de Mozart prévu est remplacé par une messe en plain-chant[20].

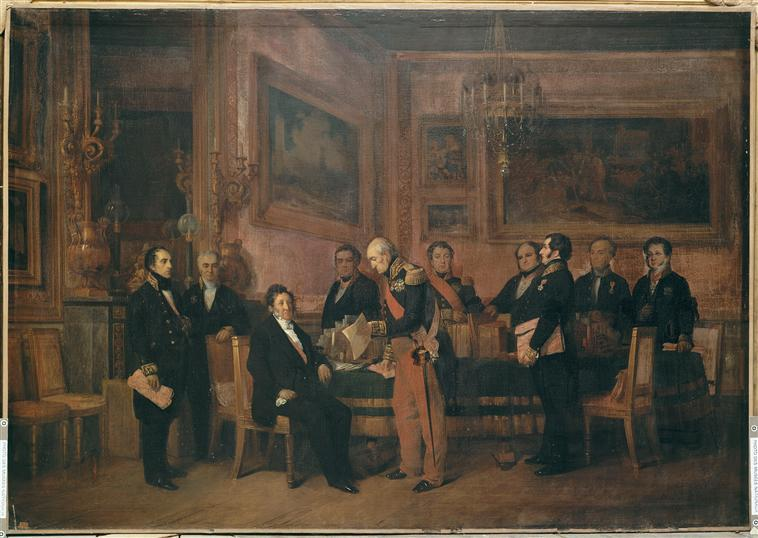
Conseil des ministres tenu aux Tuileries. Signature de la loi de Régence. 30 août 1842.

- 30 août : loi sur la régence du royaume. Les femmes en sont exclues, ce qui écarte la duchesse d'Orléans de la régence, qui doit se contenter de la garde et de la tutelle du roi mineur[21].
- 9 septembre : fortement incitée par Dupetit-Thouars, la reine de Tahiti Pōmare IV signe un traité de protectorat avec la France[22].

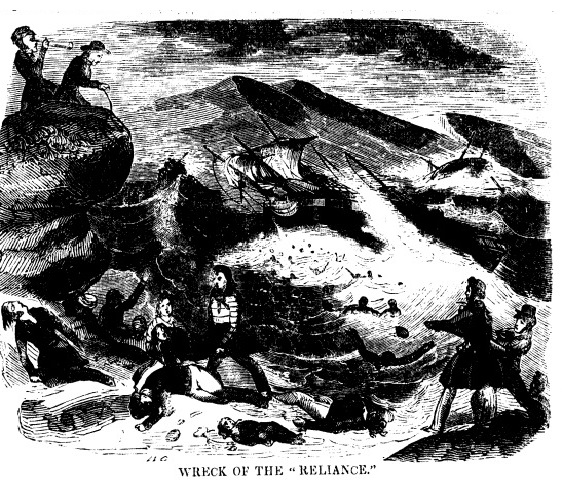
Naufrage de la Reliance. Lloyd's Illustrated London Newspaper.

- Nuit du 11 au 12 novembre : naufrage de la Reliance, bâtiment de la Compagnie britannique des Indes orientales chargé de 27 000 caisses de thé, sur la côte de Cucq, entre Étaples et Berck. Sept personnes arrivent à se sauver sur un total de 116 hommes d’équipage[23].
- 15 novembre : fondation de la Société d’économie politique, à l’origine un dîner hebdomadaire réunissant Adolphe Blaise, Joseph Garnier, Eugène Daire et Gilbert Guillaumin à la Maison dorée[24]. Elle édite le Journal des économistes qui défend des idées libérales et libre-échangistes.